# Grand le Pierre
Grand le Pierre est une petite communauté canadienne située sur la péninsule de Burin de l'île de Terre-Neuve dans la province de Terre-Neuve-et-Labrador. Elle est située sur la route 211 à l'ouest de English Harbour East et à l'est de la route 210. La population y était de 264 habitants lors du recensement de 2006.

## Annexe